# Радченське
Радченське (рос. Радченское) — село у Богучарському районі Воронезької області Російської Федерації.
Населення становить 1175 осіб (2010). Входить до складу муніципального утворення Радченське сільське поселення.

## Історія
Населений пункт розташований у межах українського історико-культурного регіону Східної Слобожанщини. До Перших визвольних змагань належав до Воронезької губернії.
Від 1928 року належить до Богучарського району, спочатку в складі Центрально-Чорноземної області, а від 1934 року — Воронезької області.
Згідно із законом від 15 жовтня 2004 року входить до складу муніципального утворення Радченське сільське поселення.

## Населення
| 2000 | 2005  | 2010  |
| ---- | ----- | ----- |
| 1243 | ↘1209 | ↘1175 |